# Diversidad sexual en Curazao
Las personas lesbianas, gays, bisexuales y transgénero (LGBT) en Curazao pueden enfrentar desafíos legales que no experimentan los residentes no LGBT. Tanto la actividad sexual masculina como femenina entre personas del mismo sexo son legales en Curazao. La discriminación por motivos de "orientación heterosexual u homosexual" está prohibida por el Código Penal de Curazao. A pesar de ello, el matrimonio igualitario y la adopción todavía no se reconocen.
El 10 de noviembre de 2023, Curazao se pronunció sobre la legislación sobre el matrimonio entre personas del mismo sexo. El abogado dictaminó que la población predominantemente católica del Caribe "aún no está preparada" para los matrimonios entre personas del mismo sexo.

## Ley sobre la actividad sexual entre personas del mismo sexo
La actividad sexual entre personas del mismo sexo es legal en Curazao desde 1869, con la entrada en vigencia del Código Penal de las Antillas Neerlandesas. La edad de consentimiento es 16 años y es igual para las relaciones heterosexuales y homosexuales.

## Reconocimiento de las relaciones entre personas del mismo sexo
Como parte del Reino de los Países Bajos, Curazao debe reconocer como válidos los matrimonios entre personas del mismo sexo registrados en los Países Bajos, así como en Bonaire, San Eustaquio y Saba (también conocidos como los Países Bajos caribeños). A pesar de esto, las parejas del mismo sexo no pueden casarse legalmente en la propia isla ni están disponibles las uniones civiles u otras formas de reconocimiento. En abril de 2015, los representantes de los cuatro países constituyentes acordaron que las parejas del mismo sexo deberían tener los mismos derechos en todo el Reino.
En agosto de 2015, en el caso Oliari y otros contra Italia, el Tribunal Europeo de Derechos Humanos (TEDH) dictaminó que es discriminatorio no otorgar reconocimiento legal a las parejas del mismo sexo. El TEDH tiene jurisprudencia sobre Curazao.
En 2017, se presentó al Parlamento de Curazao una propuesta para otorgar a las parejas del mismo sexo algunos derechos limitados.
En septiembre de 2018, durante la sexta edición del Orgullo Gay de Curazao, las organizaciones locales de derechos LGBT FOKO Curaçao, Equality Curaçao y Curaçao Gay Pro entregaron un proyecto de ley a la vicepresidenta del Parlamento, Giselle McWilliam, que permitiría a parejas del mismo sexo casarse en Curazao. McWilliam aplaudió la acción y dijo: "Creo que es genial. Muestra que la democracia está viva en Curazao. Que las iniciativas pueden provenir no sólo del parlamento o del gobierno, sino también del propio pueblo. Todos tienen derecho a presentar un proyecto de ley, Voy a hacer todo lo posible para ayudar a este grupo, porque ellos también forman parte de él". Según el primer ministro Eugene Rhuggenaath, que asistió al desfile, ha llegado el momento de debatir la cuestión. Dijo: "La exclusión y la discriminación contra la comunidad LGBT afectan los derechos humanos". El 4 de junio de 2019, el proyecto de ley se presentó al Parlamento de Curazao, pero luego se retiró en septiembre de 2020 por falta de apoyo.

## Protecciones contra la discriminación
El Código Penal de Curazao (en neerlandés: Wetboek van Strafrecht; en papiamento: Kódigo Penal), promulgado en 2011, prohíbe la discriminación injusta y la incitación al odio y la violencia por diversos motivos, incluida la "orientación heterosexual u homosexual". El artículo 1:221 describe la discriminación como "cualquier forma de discriminación, exclusión, restricción o preferencia que tenga por objeto o efecto impactar o afectar el reconocimiento, goce o ejercicio de los derechos humanos y las libertades fundamentales en las esferas política, económica, social o cultural, o en otras áreas de la vida social." Los artículos 2:61 y 2:62 prevén penas que van desde multas hasta un año de prisión.

## Condiciones de vida
Curazao tiene una gran industria turística. Varios lugares, hoteles y restaurantes atienden abiertamente a turistas LGBT. Con frecuencia se hace referencia a la isla como una de las áreas del Caribe más amigables con LGBT y tiene la tasa de membresía más alta de empresas en la Asociación Internacional de Viajes para Gays y Lesbianas en el Caribe. Curazao posee una escena gay bastante grande, y la primera marcha del orgullo gay tuvo lugar en 2012. Hay varias asociaciones LGBT en la isla, incluidas Equality Curaçao (Igualdat Kòrsou), FOKO Curaçao (Fundashon Orguyo Kòrsou) y Curaçao Gay Pro.
A pesar de esto, las personas LGBT locales han informado que aún existen discriminación y rechazo familiar. La Iglesia Católica Romana tiene una fuerte influencia en la isla y a menudo se ha opuesto a propuestas y debates destinados a mejorar los derechos LGBT.
En septiembre de 2017, en un discurso calificado de "histórico" por los activistas LGBT, el primer ministro Eugene Rhuggenaath pidió una mayor aceptación en la marcha del Orgullo Gay en Willemstad.